# Ferdinand Kiesling
Karl Ferdinand Adolf Kiesling, auch Kießling oder Kiessling (* 8. August 1810 in Brandenburg (Havel); † 5. Oktober 1882 in Siethen, Landkreis Teltow), war ein deutscher Landschaftsmaler der Romantik. Er gilt als Vertreter der Düsseldorfer Malerschule.

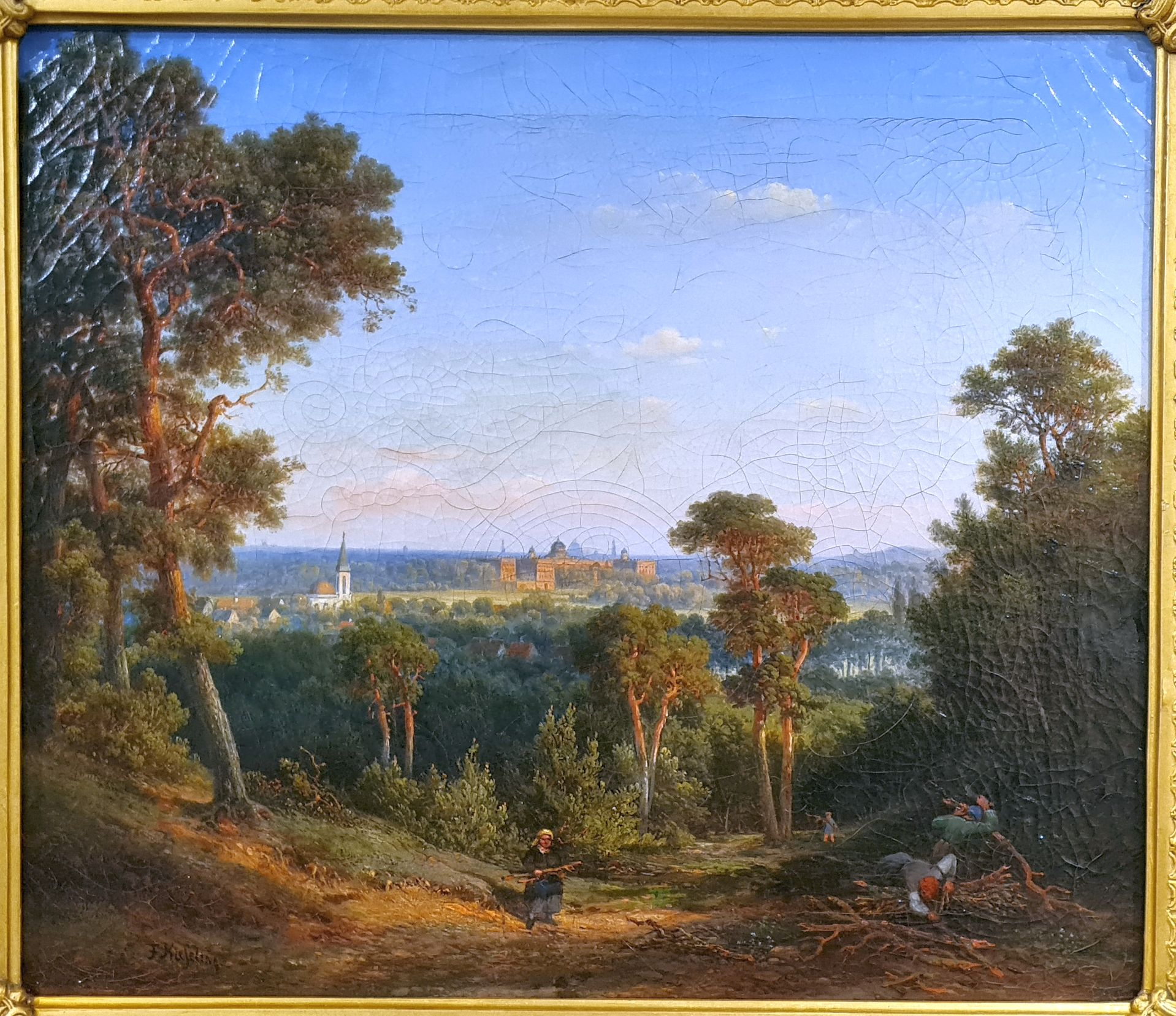
Blick auf das Neue Palais in Sanssouci über Eiche vom Ehrenpfortenberg

## Leben
Kiesling wurde als Sohn eines Chausseebau-Inspektors geboren und besuchte die Stadtschule in Brandenburg (Havel). Von 1833 bis 1838 studierte er bei Johann Wilhelm Schirmer an der Düsseldorfer Kunstakademie, der damals bedeutendsten Akademie für Landschaftsmalerei in Mitteleuropa. Von 1833 bis 1836 trat er dort durch verschiedene Landschaftsgemälde in Erscheinung, insbesondere vom Schweizertal bei Sankt Goarshausen, vom Rhein bei Oberwesel, von der Ahr und aus der Mark Brandenburg. 1836 debütierte er auf der Akademische Kunstausstellung in Berlin mit sieben Arbeiten. Kiesling zog 1838 nach Potsdam, stellte auf den Ausstellungen des dortigen Kunstvereins aus und beteiligte sich weiter an den Akademischen Jahresausstellungen in Berlin wie auch an den Ausstellungen anderer Kunstvereine (z. B. in Leipzig). Der Landschaftsmalerei blieb Kiesling lebenslang treu. Seine Werke kaufte nicht nur das bürgerliche Bildungspublikum, sondern auch das preußische Königshaus. Der Maler ist kunsthistorisch nicht besonders bedeutend, obgleich zeitweise erfolgreich. Kiesling siedelte 1871 nach Berlin über.
Bereits 1838 sah der in Berlin ansässige Sammler Athanasius Graf Raczinski Werke Kieslings in Düsseldorf. Auch Raczinski erwarb Arbeiten von ihm. Sie waren untergebracht im großen Stadtpalais des Grafen, das genau an jener Stelle in Berlin stand, wo sich heute der Reichstag erhebt. Die Sammlungen des deutsch-polnischen Grafen befinden sich heute in Warschau.